# Nathaniel William Taylor
Nathaniel William Taylor, född 1786 i New Milford, Connecticut, död 1858, var en amerikansk teolog.
Taylor tillhörde kongregationalisterna och medverkade till att göra dessa till den ledande denominationen i Förenta staterna i fråga om teologisk bildning. Som kongregationalist av gamla stammen representerade han sträng kalvinism. Från 1822 till sin död var han professor i didaktisk teologi vid Yale och verkade skolbildande. Dock utgav han föga teologisk vetenskap; mest spridd blev hans Practical sermons (1858).